# Вострогский
Вострогский — посёлок в Грязовецком районе Вологодской области.
Входит в Вохтожское муниципальное образование (до 7 марта 2013 года был центром Каменского муниципального образования), с точки зрения административно-территориального деления — центр Каменского сельсовета.
Расстояние до районного центра Грязовца по автодороге — 103 км. Ближайшие населённые пункты — Каменка, Подкаменка, Кирпичный Завод.
20 декабря 2001 года к посёлку Вострогский были присоединены соседние посёлки Пересечение и Шпалорезка.
По переписи 2002 года население — 410 человек (209 мужчин, 201 женщина). Всё население — русские.